# Manni Schmidt
Manfred Schmidt, detto Manni (Andernach, 27 novembre 1964), è un chitarrista tedesco, conosciuto per aver fatto parte delle band power metal tedesche Rage (dal 1987 al 1993) e Grave Digger (dal 2000 al 2009).
Precedentemente aveva fatto parte dei Factor 6 e dei Jack of Hearts, con i quali registra due demo.
Assieme al cantante dei Brainstorm Andy B. Franck sta scrivendo i pezzi per una nuova band: Capital Joke

## Discografia

### Rage

#### Album in studio
- 1988 - Perfect Man
- 1989 - Secrets in a Weird World
- 1990 - Reflections of a Shadow
- 1992 - Trapped!
- 1993 - The Missing Link

#### EP
- 1991 - Extended Power
- 1992 - Beyond the Wall
- 1993 - Refuge

#### Singoli
- 1989 - Invisible Horizons
- 1993 - The Missing Link

#### Videografia
- 1994 - The Video Link

#### Altro
- 1993 - The Power of Metal Split-album (con Gamma Ray, Helicon e Conception)

### Grave Digger

#### Album in studio
- 2001 - The Grave Digger
- 2003 - Rheingold
- 2005 - The Last Supper
- 2006 - Yesterday (EP)
- 2007 - Liberty or Death
- 2009 - Ballads of a Hangman

#### Album live
- 2002 - Tunes of Wacken
- 2005 - 25 to Live

#### Singoli
- 2008 - Pray

#### Raccolte
- 2002 - Masterpieces
- 2003 - Lost Tunes from the Vault

### Collaborazioni
- 2009 - Metal Nation (Crystal Viper) Assolo in 1428